# Shenzhou 5
Shenzhou 5 (神舟五号) est le cinquième vol du programme spatial Chinois Shenzhou. C'est le premier vol Shenzhou à avoir transporté un astronaute chinois. Il s'est déroulé sans encombre et a eu lieu le 15 octobre 2003. Le taïkonaute Yang Liwei se trouvait seul à son bord. Ce vol fait de la Chine le troisième pays à envoyer des hommes dans l'espace par ses propres moyens après les États-Unis et la Russie.

## Équipage
Il n'y avait qu'un taïkonaute à bord, à l'origine pilote de chasse de la force aérienne chinoise il s'agit de son premier vol spatial.
- Commandant : Yang Liwei (1),  Chine

Le chiffre entre parenthèses indique le nombre de vols spatiaux effectués par l'astronaute, Shenzhou 5 inclus.
Sa doublure pour ce vol était Zhai Zhigang qui volera à bord de Shenzhou 7.

## Déroulement de la mission
Shenzhou 5 a été lancé le 15 octobre 2003 à 17h00 UTC, de la base de lancement de Jiuquan dans le Désert de Gobi, par une fusée Longue Marche 2F. La mise sur orbite a eu lieu à 17h10 UTC, à une altitude de 343 km.
La capsule a effectué 14 révolutions en 21 heures, avant de rentrer dans l'atmosphère le 15 octobre à 22h04 UTC. La capsule a touché le sol à 4,8 km de l'endroit prévu, en Mongolie-Intérieure, à 22h28 UTC.
Le module orbital a été laissé en orbite pour effectuer des expériences automatisées jusqu'au 16 mars 2004. Le 30 mai, il est désorbité pour être brûlé dans l'atmosphère, les débris se sont abîmés dans l'océan Pacifique.

### Paramètres de mission
- Masse : 7 790 kg
- Périgée : 332 km
- Apogée : 336 km
- Inclinaison : 42.4°
- Période : 91.2 minutes
- NSSDC ID : 2003-045A

## Politique

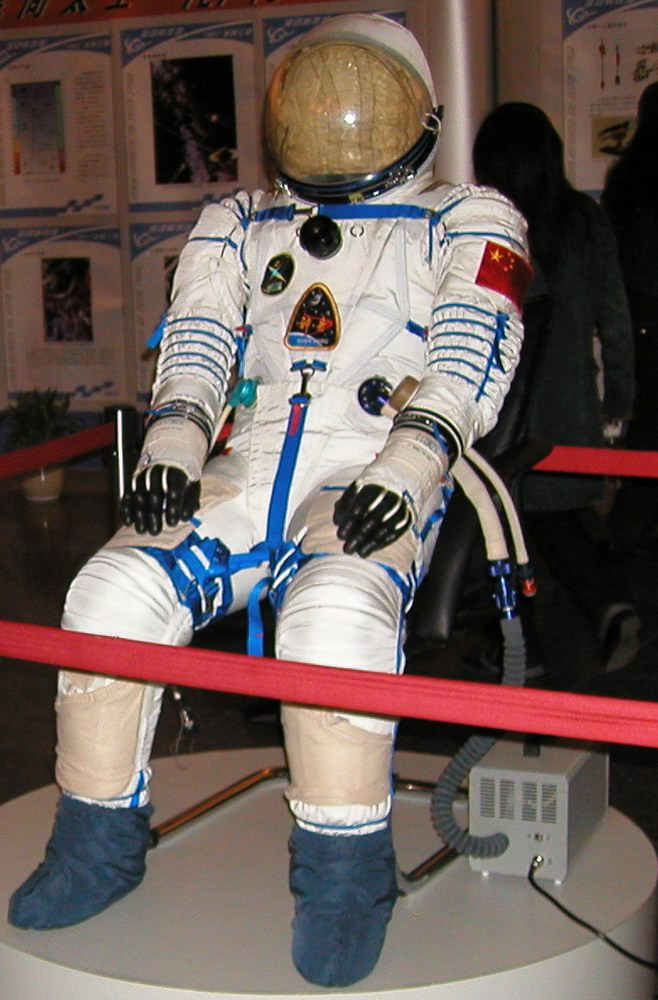
La combinaison spatiale Haiying portée par Yang Liwei en exposition.

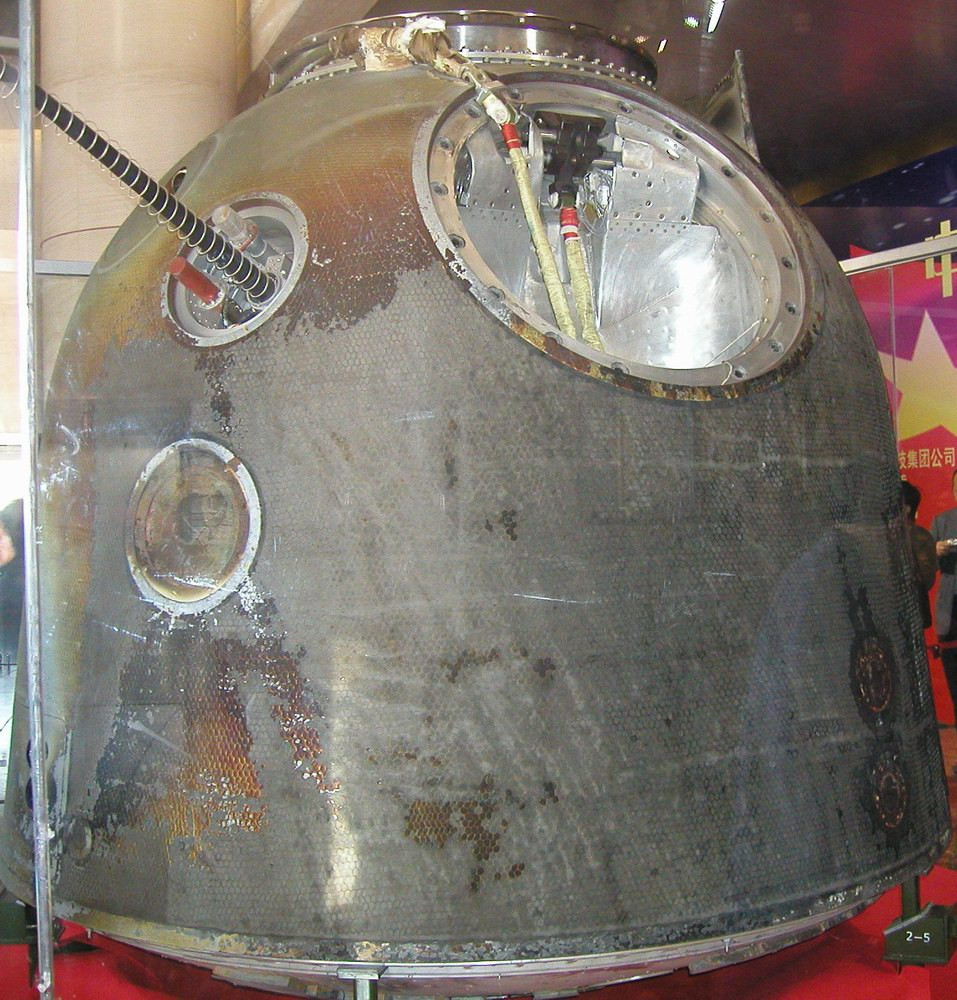
Capsule de rentrée Shenzhou 5 en démonstration

Le lancement a immédiatement été relaté dans les médias officiels chinois, les journaux y consacrèrent beaucoup plus d'espace que pour n'importe quel autre évènement récent. Alors que les médias chinois dépeignirent le lancement comme un triomphe pour la science et la technologie chinoise et une étape importante pour le nationalisme chinois, il a également été souligné dans les médias à la fois chinois et occidentaux que Yang Liwei a montré le drapeau de l'Organisation des Nations unies en plus du drapeau de la République populaire de Chine,. Les médias d'État ont également signalé que des graines de cultures en provenance de Taïwan ont été ramenées à bord du vaisseau spatial.
Le secrétaire général et président Chinois Hu Jintao, au cours d'un célébration officielle au palais de l'Assemblée du peuple, a salué le succès de la Chine pour le lancement de son premier vaisseau spatial habité en orbite, le décrivant comme « un honneur pour notre grande patrie, un indicateur de la victoire du premier vol spatial habité du pays et une étape historique prise par le peuple chinois dans leurs efforts pour surmonter le pic de la science mondiale et de la technologie. ».
Hu Jintao a aussi ajouté, « le Parti et le peuple n'oublieront jamais ceux qui ont mis en place ce mérite exceptionnel dans l'industrie spatiale pour la patrie, le peuple et la nation. » Il a également exprimé ses félicitations et le respect pour les spécialistes et les personnes qui ont contribué au développement de la mission spatiale Chinoise au nom du Comité central du PCC, le Conseil d'État et de la Commission militaire centrale (CMC).
Le lancement a été accueilli par des éloges venant du monde entier. Par exemple, le Premier ministre Japonais Junichiro Koizumi a appelé le lancement « un grand exploit ». Le président Américain George W. Bush a félicité le président chinois Hu Jintao et a souhaité le succès continu de la Chine. Le porte-parole du département d'État Américain a déclaré que les États-Unis ont « applaudi le succès de la Chine à devenir le troisième pays à lancer les gens dans l'espace ». L'administrateur de la NASA Sean O'Keefe a qualifié Shenzhou 5 de « réalisation importante dans l'exploration humaine » et a souhaité de la Chine « un programme de maintien de la sûreté de vol spatial habité ».
Le vaisseau spatial a depuis figuré en bonne place dans les fêtes et célébrations, non seulement en Chine mais aussi dans les pays étrangers, tels que les timbres commémoratifs officiels Nord-Coréens montrant le premier vaisseau spatial habité chinois aux côtés du premier satellite de la Corée du Nord, Kwangmyŏngsŏng-1.